# Belgische wetgevende verkiezingen 1906
Op zondag 27 mei 1906 werden wetgevende verkiezingen gehouden in België.
85 van de 166 zetels in de Kamer van volksvertegenwoordigers waren te verkiezen, namelijk deze in de provincies Antwerpen, Brabant, Luxemburg, Namen en West-Vlaanderen. Deze reeks werd vier jaar eerder, in 1902, voor het laatst verkozen.

## Kandidaten
Arrondissement Antwerpen:
- Lijst 3 (katholiek): Edward Coremans, Edouard Biart, Auguste Delbeke, Jean-Baptiste De Winter, Paul Segers, Adelfons Henderickx, Emile Van Reeth, Emmanuel de Meester.
- Lijst 4 (liberaal): Frédéric Delvaux, Louis Franck, Georges Tonnelier, Leo Augusteyns, Jacques Verheyen, P. H. J. G. Vekemans, Victor Desguin, Nicolaas Cuperus, Dieudonné Ciselet, Cornelis Huybrechts
- Lijst 5 (socialisten): Modeste Terwagne, Jozef Groesser, Jan Cools, Jan Van Linden, Henri Longville, Jan Bartels, Ignace Bruylants, Louis Gaethofs, Jan Delannoy

## Resultaten
|  | Partij                       | Zetels | Stemmen   | Percentage |
|  | ---------------------------- | ------ | --------- | ---------- |
|  | Katholieken                  | 41     | 526.856   | 44,92%     |
|  | Kartel liberalen/socialisten | 12     | 224357    | 19,13%     |
|  | Liberalen                    | 15     | 207341    | 17,68%     |
|  | CATH +OUVR                   | 9      | 109590    | 9,34%      |
|  | Socialisten                  | 6      | 72224     | 6,16%      |
|  | onafh.                       | -      | 11531     | 0,98%      |
|  | christ democr                | -      | 9800      | 0,84%      |
|  | COMMERCANT                   | -      | 5231      | 0,45%      |
|  | Diss. Kath.                  | -      | 2724      | 0,23%      |
|  | VL VOLKSPARTIJ               | -      | 1284      | 0,11%      |
|  | ouvriers                     | -      | 802       | 0,07%      |
|  | onafh.                       | -      | 660       | 0,06%      |
|  | Diss. Social                 | -      | 428       | 0,04%      |
|  | Totaal                       | 83     | 1.172.828 | 100%       |

De katholieke meerderheid in de Kamer kromp, maar telde nog twaalf zetels. De katholieken verliezen vier zetels en de daensisten een. In hun plaats worden drie liberalen en twee socialisten verkozen:
- Antwerpen: Leo Augusteyns (Liberaal) vervangt Louis Van den Broeck (Katholiek), die niet meer opkwam bij deze verkiezingen
- Brussel: Alfred Monville (Liberaal) vervangt Adolf Daens (Daensist), die niet herkozen raakt
- Kortrijk: August Debunne (Socialist) vervangt Edouard Busschaert (Katholiek), die niet herkozen raakt
- Dinant-Philippeville: Emile Capelle (Liberaal, verkozen op kartellijst liberalen-socialisten) vervangt Albert d'Huart (Katholiek), die niet herkozen raakte
- Namen: Léon Furnémont (Socialist, verkozen op kartellijst liberalen-socialisten) vervangt Ferdinand Dohet (Katholiek), die niet meer opkwam bij deze verkiezingen